# إريك برا
إريك برا (بالفرنسية: Éric Pras)‏ (مواليد 1 آذار\مارس 1972) هو طاه فرنسي، حصل على لقب أفضل حرفي فرنسي عام 2004؛ وتم تصنيفه بثلاث نجوم من دليل ميشلان.  وهو صاحب مطعم Lameloise الموجود في شاغني، ساون إيه لوار.

## التدريب والوظيفة
تدرب برا في فندق سنترال دي رينيسون، ثم في ميزون ترواغروس في روان،  مع برنارد لويسو في سوليو، ومع بيير جانيير في سانت إتيان، ومع أنطوان ويسترمان في ستراسبورغ، وتدرّب أيضا في بيل أوتيرو في كان، وتدرب مع ريغس ماركون في سان بونيه لو فروا.
غادر سان بونيه لو فروا عام 2008، حيث كان يعمل منذ عام 2005 كطاهٍ مساعد ثم طاهٍ،  فانتقل إلى شاغني حيث حلّ محل جاك لاميلواز  كرئيس طهاة في مطعم لاميلواز.

## مؤلفاته
- Toc toque، Éveil et découvertes، 18 صفحة، 2008، (ردمك 9782353661060)
- مؤلف مشارك مع فريديريك لامي (مؤلف)، فيليب روسات (مؤلف) وماثيو سيلارد (مصور)، لاميلواز: Une maison en Bourgogne ، Glénat، 216 pages، 2011، (ردمك 9782723464505)